# Montagne de Bueren

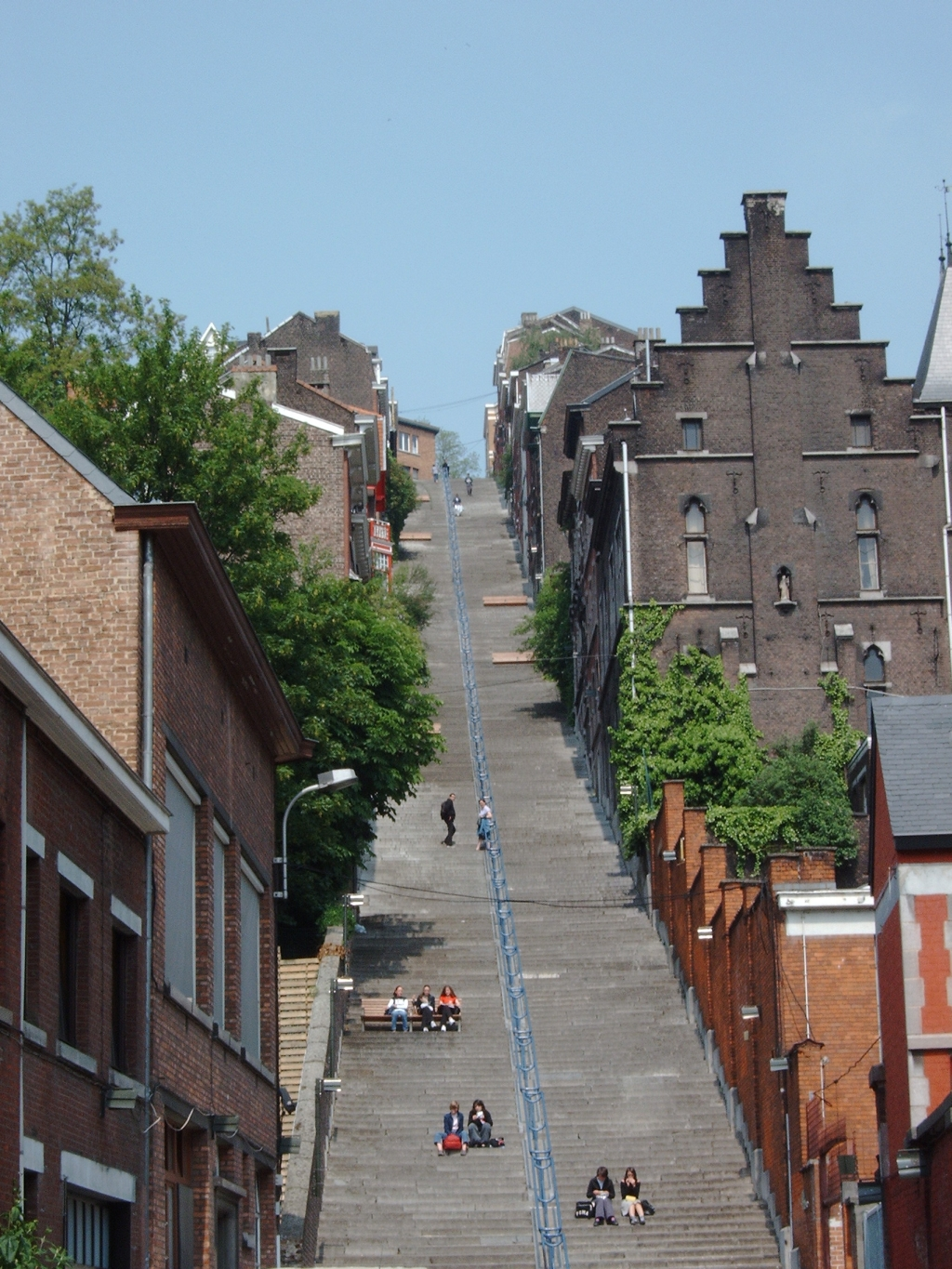
La Montagne de Bueren.

Montagne de Bueren è una scalinata di 374 gradini a Liegi, in Belgio. La scala prende il nome da Vincent de Bueren, che difese Liegi da un attacco del duca di Borgogna, Carlo il Temerario, nel XV secolo. Fu costruita nel 1881 per onorare i 600 soldati morti in battaglia.

## Storia
Nel 2013, la Montagne de Bueren è stata classificata al primo posto nella lista delle scale più estreme dell'Huffington Post.
Nel luglio 2020, in risposta all'impatto della pandemia di COVID-19 in Belgio, l'esploratore e avventuriero belga Louis-Philippe Loncke è salito e sceso le scale 135 volte portando uno zaino da 15 kg, simulando una salita del Monte Everest. La salita di 9000 m, che ha richiesto 65 ore e 30 minuti, aveva lo scopo di dimostrare che si può ancora "trouver des défis physiques près de chez soi" (trovare sfide fisiche vicino a casa).

## Posizione
La Montagne de Bueren si snoda lungo la via che porta lo stesso nome e collega la Rue Hors Château, nel centro storico della città, alla Rue Au Pèrî, nella parte collinare di Liegi, sulla strada che porta alla Cittadella.